# Мельгунов, Сергей Петрович
Серге́й Петро́вич Мельгуно́в (25 декабря 1879 года (6 января 1880 года), Москва — 26 мая 1956, Шампиньи, близ Парижа) — русский историк, издатель и публицист, политический деятель (вначале кадет, «Партия народной свободы», с 1907 года — энес, «Партия народных социалистов»), участник антибольшевистской борьбы после Октябрьской революции.
Известность С. П. Мельгунова как историка основана на его исторических исследованиях, посвящённых истории русской революции и Гражданской войны и обеспечивших ему особое место в русской историографии. Исследовал также историю русской церкви и общественных движений.

## Биография
Родился в Москве в старинной дворянской семье Мельгуновых. Отец, Пётр Павлович Мельгунов (1847—1894) — профессор Московского университета, известный историк, ботаник и педагог. Мать, Надежда Фёдоровна Грушецкая (17.08.1853) — из дворянского рода Грушецких.
Дедом Сергея по матери был двоюродный брат декабристов Матвея и Сергея Муравьевых-Апостолов Фёдор Александрович Грушецкий, который также был привлечён к дознанию по делу декабристов.
Среди предков Мельгунова был и вельможа времен царствования Екатерины Алексей Петрович Мельгунов (1722—1788).
Родственниками Сергею Мельгунову приходились известный общественный деятель XIX века Николай Александрович Мельгунов, который сотрудничал с Герценом, а также Юлий Николаевич Мельгунов, выдающийся этнограф и музыковед.
В 1899 году оканчивает гимназию и идёт далее по стопам отца, поступив на историко-филологический факультет Московского университета. Во время учёбы участвует в работе научного студенческого кружка, публикует две популярные брошюры: «Карл Великий» (1899) и «Арабы и Магомет» (1901). Эти работы получили положительные оценки в русской печати. Вскоре кружок был преобразован в историческую комиссию при Учебном отделе Общества распространения технических знаний, председателем которой становится Сергей Мельгунов.
В 1904 году окончил историко-филологический факультет Московского университета.
Сразу после окончания университета некоторое время занимался преподаванием в московских частных гимназиях и входил в Педагогическое общество при Московском университете. В 1905—1906 годах отбывал воинскую повинность в 3-й гренадерской бригаде, расквартированной в Ростове Ярославском.
С 1900 по 1916 год Мельгунов публиковался в разных периодических изданиях, в том числе в газете «Русские ведомости» (более 250 статей на различные темы, в первую очередь церковные), а также в журналах «Русское богатство», «Вестник Европы», «Русская мысль», «Вестник воспитания» и др.
В 1906 году — член партии кадетов. С 1907 года — член Народно-социалистической партии.
В 1905—1906 годах участвовал в создании издательств «Народное право» и «Свободная Россия», а также первого в России Союза свободных книгоиздателей.
В 1911 году Мельгунов организовывает своё самое известное предприятие — кооперативное издательское товарищество «Задруга», председателем правления которого он оставался до ликвидации последнего большевиками в 1923 году.
К этому моменту Мельгунов окончательно получает признание как профессиональный историк высокого класса. Значительный отклик получили многие из его работ, а к моменту высылки большевиками из России Мельгунов успевает издать две книги: «Из истории религиозно-общественных движений в России XIX в.» в 1919 году и «Религиозно-общественные движения XVII—XVIII вв. в России» в 1922 году.
В 1913—1923 годах — редактор-издатель журнала «Голос минувшего».
Во время войны Мельгунов поддерживал меры, направленные на повышение обороноспособности страны. Одновременно он активно протестовал против охватившего многих угара шовинизма. Мельгунов даже вышел из московского Литературно-Художественного кружка в ответ на предложение его членов исключить из него лиц с немецкими фамилиями.
В 1915 году предпринял попытку объединения социалистических сил России путём организации газеты народнического направления «Наша жизнь», но попытка не удалась из-за доноса агента полиции, посчитавшего, что раз в списке её сотрудников есть Мельгунов, значит от газеты следует ожидать «самого неприятного».
В 1917 году общественно-политическая деятельность Мельгунова стала ещё более активной. В феврале он находился в Петрограде и стал непосредственным свидетелем событий, связанных с февральской революцией. Это позволило ему впоследствии отражать ход революционных событий с учётом личных наблюдений.
В марте 1917 года вошёл в состав организационного комитета партии народных социалистов и был избран на первом же съезде в апреле в состав её ЦК. Мельгунов занимал пост товарища Председателя ЦК Трудовой народно-социалистической партии (ТНСП) и одновременно редактировал московские печатные органы: журнал «Народный социалист» и «Народное слово».
В марте 1917 года назначен ответственным уполномоченным по обследованию и приёму архивов Министерства внутренних дел, Московской духовной консистории и Миссионерского совета. Возглавил, согласно специальному Декрету Временного правительства от 22 марта 1917 года, Комиссию по разработке политических дел города Москвы (Архив политических дел Москвы), куда были собраны документы по революционному движению (в том числе материалы Департамента полиции и Московского охранного отделения).
Эти назначения в архивы дали возможность историку приступить к изданию в 1918 году серии «Материалы по истории общественного и революционного движения в России» в издательстве «Задруга». Однако, несмотря на грандиозные планы, выпустить удалось лишь один сборник двумя изданиями в 1918 году — сборник документов Московского охранного отделения «Большевики». Сборники «1905 год», «Майский погром в Москве в 1915 году», «Ходынка», «Русская провокация», «Цензурная политика самодержавия» и некоторые другие напечатать не успели.
19 апреля 1918 года Комиссия была ликвидирована большевиками. В созданный на её месте Архивно-политический отдел при СНК Москвы и Московской области доступ Мельгунову был закрыт.
Был выдвинут московской областной организацией ТНСП кандидатом в члены Учредительного собрания. Предвыборная программа Мельгунова состояла в объединении «всех одномыслящих партийных группировок», что, по его мнению, должно было стать «признаком нашей политической зрелости и величайшей победы русской демократии». Но на выборах и Мельгунов, и его партия потерпели поражение.
Мельгунов встретил Октябрь 1917 года настороженно, а подписание большевиками Брестского мира заставило Мельгунова уже вступить в борьбу с властью большевиков.
С точки зрения идеологической, убеждённый социалист Мельгунов, для которого главной ценностью были «интересы человеческой личности как таковой», также не мог примириться с «пролетарской диктатурой» и классовым террором как «революционной целесообразностью».
В программной статье «Борьба до конца», призывая русскую интеллигенцию объединиться против большевиков, заявлял, что «у нас когда-то был один общий враг. И теперь вновь он только один. Для борьбы с ним в данный момент должны объединиться все интеллигентные демократические силы» («Народное Слово», 1918, 21 апреля, С. 5). Один из немногих социалистических деятелей, вступивших в сотрудничество с подпольными монархическими организациями.
В борьбе с большевиками Мельгунов становится руководителем «Союза Возрождения России» и «Тактического центра», с апреля 1919 года вынужден перейти даже на полулегальное положение. В этот период он был подвергнут новой властью двадцати пяти обыскам и пяти арестам.
По делу «Тактического центра» был арестован 7 февраля 1920 года и в августе приговорён к смертной казни, заменённой десятью годами тюремного заключения. Освобождён 15 февраля 1921 года под давлением научной общественности, благодаря заступничеству В. Н. Фигнер, П. А. Кропоткина, Н. С. Тютчева, Н. А. Морозова и других. В мае 1922 года, по окончании процесса над партией эсеров, вновь арестован. 4 августа освобождён под поручительство нескольких коммунистов, в том числе Л. Красина, но следствие по его делу продолжалось (прекращено только в 1931 году). В сентябре подал прошение во ВЦИК разрешить ему выезд за границу, затем аналогичное заявление — в ГПУ. В октябре 1922 года он вместе с женой навсегда покинул Россию.
Жена — Прасковья Евгеньевна, урожд. Степанова (1881—1974), дочь известного врача-оториноларинголога Евгения Михайловича Степанова (1855—1923). Училась на Высших женских курсах в Санкт-Петербурге, была исключена за принадлежность к партии эсеров. Поступила на философский факультет Цюрихского университета. Вернувшись в Россию, Прасковья Евгеньевна преподавала в школе. В 1906 году стала одним из руководителей партии народных социалистов. В годы Первой мировой войны она работала в госпитале. В 1920 году была арестована. Публиковалась в еженедельнике «Борьба за Россию». Входила в ассоциацию Тургеневской библиотеки. В 1946 году совместно с Марией Александровной Иорданской основала Комитет помощи русским эмигрантам.
Прасковья Евгеньевна Мельгунова-Степанова — автор дневников 1914—1920 гг., рукопись которых хранится в ГА РФ (изданы в 2014 году). Дневники описывают положение в Москве и Петербурге времен революции, Первой мировой и Гражданской войн.
После смерти супруга издала все его исторические труды, воспоминания и дневники, упорядочила его архив. В 1961 году Мельгунова-Степанова продала архив в Лондонский университет (при посредничестве Леонарда Шапиро). В 1968 году передала в архив дополнительные материалы.

## В эмиграции

С. П. Мельгунов в эмиграции.

Вскоре после высылки из России Мельгунов был лишён и советского гражданства, поводом для чего стали публикации за рубежом его статей и книги о красном терроре.
Перед самым отъездом из Советской России С. П. Мельгунов уполномочивается Советом товарищества «Задруги» на открытие заграничного отдела, а также на распоряжение принадлежавшими ему суммами. Это позволяет Мельгунову организовать в Берлине издательство «Ватага» как подразделение «Задруги».
В эмиграции продолжает оставаться членом Заграничного комитета Трудовой Народно-социалистической партии (ТНСП). Издавал в 1923—1928 годах совместно с В. А. Мякотиным и Т. А. Полнером историко-литературный журнал «На чужой стороне» (с 1926 — «„Голос Минувшего“ на чужой стороне»). Наряду с П. Н. Милюковым — автор первого в эмиграции научного анализа истории Февральской, Октябрьской революций и Гражданской войны. В 1920—1950 годах написал серию книг, ценных фактическим содержанием.
В 1925 году Мельгунов переезжает в Прагу, где и издаются его сборники, начиная с 9-го номера.
В 1926 году переехал в Париж. Здесь выпускаются его сборники «Голос минувшего на чужой стороне» в 1926—1928 годах в издательстве «Н. П. Карбасников».
Полагал необходимым создание единого антикоммунистического фронта всего политического спектра русской эмиграции.

### Еженедельник «Борьба за Россию»
27 ноября 1926 года в Париже состоялся дебютный выпуск нового еженедельного журнала, редактируемого Мельгуновым — «Борьба за Россию» (Lu Lutte pour la Russie). Основных авторов было шестеро: В. Л. Бурцев, А. В. Карташев, С.П. Мельгунов, Т. И. Полнер, П. Я. Рысс и М. М. Федоров. В еженедельнике действовал принцип коллегиального равенства — первые среди равных и нет последних и отстающих. На шестнадцати страницах еженедельник публиковал новости о сталинском СССР, критически выдержанные статьи о советской печати, политически ангажированные эссе об отношении эмиграции к большевикам, её наиболее непримиримой части с призывами к свержению советского строя.
В передовой статье первого номера Мельгунов писал: «Мы зовём к непримиримости. Мы зовём к борьбе. … Мы знаем, что слова движения не создают, но без слов не бывает и самого движения; без слов не зачинается и организация распылённых общественных сил. Мы издалека можем говорить лишь слова, которые сами по себе не разрушат, конечно, железных тюремных решёток. Но когда слова падают на подготовленную почву, когда они соответствуют назревшим потребностям и условиям, тогда эти слова поднимают энтузиазм и превращаются в карающий булат» [336]. Мельгунов, немало переживший горя при власти большевиков, потрясённый жестокостью Красного террора, занял крайнюю позицию в общем фронте эмиграции.
За резкой позицией еженедельника угадывался нервный характер самого С. П. Мельгунова. Еженедельник звал к борьбе и только к борьбе и этим объединял вокруг себя непримиримых противников советского строя. Этой позицией еженедельник обеспечил себе положение яркого, образного, политически актуального и работающего издания, что являлось контрастом на фоне солидных, спокойных либеральных газет таких как «Последние новости» П. Н. Милюкова или «Руль» И. В. Гессена и В. Д. Набокова.
С 1926 года несколько лет принимал участие в издании политического еженедельника «Борьба за Россию», в первую очередь предназначавшийся для распространения в Советской России. Политическая программа еженедельника не только отвергала какие бы то ни было контакты русской эмиграции с Советской Россией, но и призывала к борьбе с нею в полном соответствии с заявлением самого Мельгунова в печати, что вооружённая борьба — это единственное средство свержения власти большевиков. Против этой программы выступила бо́льшая часть эмиграции: от П. Н. Милюкова до А. Ф. Керенского. Поддержку Мельгунову в этом вопросе оказала только группировка П. Б. Струве.
Направлению работы еженедельника соответствовали и собственные публикации С. П. Мельгунова. В феврале — мае 1931 года публикуются фрагменты книги «Чекистский Олимп», где Мельгунов дает портреты «вождей» и организаторов ВЧК, с которыми автору пришлось общаться во время арестов 1919—1922 годов: Ф. Э. Дзержинского, В. Р. Менжинского, М. С. Кедрова, Н. В. Крыленко. Современный историк-биограф С. П. Мельгунова д. и. н. Ю. Н. Емельянов не исключает возможности того, что эти очерки и легли в основу книги Р. Б. Гуля «Дзержинский. Менжинский. Петерс. Лацис. Ягода», изданной в Париже в 1935 году.
Работа «Борьбы за Россию» оказалась связанной со «Вторым „Трестом“», принявшим в качестве программы деятельности программу борьбы за Россию С. П. Мельгунова. Советская контрразведка при помощи провокаторов, осведомителей и слежки преуспела в ликвидации этой подпольной организации, и Мельгунову пришлось на некоторое время прекратить направленную против Советской России политическую деятельность.

### Предвоенные годы
Накануне Второй мировой войны Мельгунов получает широкую известность в как активный автор множества исторических исследований. Был подготовлен сборник «Дела и люди Александровского времени», куда вошли все работы Мельгунова на эту тему ещё из российских публикаций.
В работе был и второй том работы Мельгунова по тематике декабристов.
Однако не работы, начатые или написанные целиком в России, обеспечили историку то особое место, по праву им занимаемое в русской историографии: слава Мельгунова как историка является результатом всеобщего признания в профессиональных, а также широких кругах, которое он снискал в эмиграции благодаря своим исследованиям русской революции и Гражданской войны. Впоследствии Мельгунов сосредотачивает свои научные интересы именно на этой теме и выпускает целый ряд работ:
- На путях к дворцовому перевороту: заговоры перед революцией 1917 года (Париж, 1931 год),
- Н. В. Чайковский в годы гражданской войны (Париж, 1929 год),
- Гражданская война в освещении П. Н. Милюкова: по поводу «Россия на переломе»: критико-библиографический очерк (Париж, 1929 год),
- Трагедия адмирала Колчака (Белград, 1930—1931),
- Золотой немецкий ключ к большевицкой революции (Париж, 1940)

#### Книга «Красный террор в России»
В научной и политической работе Мельгунова особое место по праву занимает вызвавшая сильный общественный и международный резонанс книга «Красный террор в России». Уже осенью 1923 года газеты сообщили, что историк Мельгунов готовит книгу о развязанном в России большевиками терроре будто бы в ответ на «белый террор» буржуазии. Впервые книга была опубликована в Германии в конце 1923 года. Выход книги обошёлся Мельгунову в «шесть недель бессонницы и официальное лишение российского гражданства». Уже в 1924 году книга была переиздана 2-м изданием, существенно дополненным. В 1975 и 1985 годах книга вышла в Нью-Йорке 3-м и 4-м изданиями. В 1990 году «Красный террор в России» впервые вышел в СССР. 
Историко-публицистическое исследование С. П. Мельгунова о «Красном терроре» в России в 1918—1923-х гг. является самым знаменитым и разоблачительным для советской власти произведением из обширного наследия учёного. Причин здесь несколько, но главная из них — сенсационность исследования Мельгунова. Сергей Петрович был первым из российских историков, выступившим против террористических методов управления государством, предпринятых коммунистическим руководством, пришедшим к власти в огромной стране.
Основной вопрос, поставленный историком в книге: является ли красный террор явлением классового характера, или же он направлен против всех людей, которых большевики могут объявить «врагами Советской власти»?
При работе над книгой историк использовал очень широкую гамму материалов, в том числе совершенно бесспорных, например, издания ВЧК и местных ЧК. Историк группирует колоссальный фактический материал по критерию видов проявления террора, и подбором фактов определяет характер явления массового революционного террора.
Историк отдавал себе полный отчёт в невыполнимости задачи воссоздания всей картины пережитого Россией, точного подсчёта жертв революционного террора в то время, когда писалась книга. Мельгунов и не ставит перед собой исчерпывающей задачи, поскольку считает достижение этой цели нереальным в принципе. В своей работе историк подводит определённые итоги и группирует факты, оговариваясь в тех или иных местах относительно непроверенности некоторых источников или отсутствия возможности иметь точные данные. При этом сам автор отводит сомнения, связанные со своевременностью выхода этой работы, настаивает на важности и своевременности публикации.
Первое издание книги было замечено всей зарубежной печатью. Единодушно отмечалась заслуга автора, который добросовестно и скрупулёзно систематизировал колоссальный материал, характеризующий такое явление как красный террор большевиков.
Второе издание работы Мельгунова было подготовлено при использовании материалов Особой следственной комиссии по расследованию злодеяний большевиков при Главнокомандующем ВСЮР генерале А. И. Деникине. Эти материалы были вывезены из уже советской России в 1920 году.

##### Значение книги
Как отмечает биограф Мельгунова, доктор исторических наук Ю. Н. Емельянов, важное историко-политическое значение книги Мельгунова заключается в том важном обстоятельстве, доказанном историком на основе большого массива фактов, что «красный террор» не был террором пролетариата, но являлся типичным партийно-групповым террором РКП(б), партийной и идеологической диктатурой власти.
По его же мнению, не менее важное значение книги заключается в том, что она служит живой и наглядной иллюстрацией, обличающей демагогию, которой оперируют идеологи коммунизма, одних соблазняя, других разлагая, а сама она также является документальным доказательством того, что русский народ не имеет никакого отношения к террору, творившемуся главарями большевизма в России.

### Вторая мировая война и послевоенный период
В послевоенные годы выступал против просоветских настроений в эмиграции, утверждал, что «Сталину нельзя верить», «надежда на мирную эволюцию большевистской власти, на мирное сожительство с красным самодержавием утопия». На этой платформе издавал с 1946 года сборники «Свободный голос» (далее под другим названием: в 1948—1957 — «Российский демократ», № 15—27). В 1950—1954 годах — редактор журнала «Возрождение».
Руководил эмигрантскими организациями «Союз борьбы за свободу России» (1948—1956), инициатором создания которого в Париже он был, и «Союз борьбы за освобождение народов России» (Мюнхен, 1951—1956).
Скончался от рака. Похоронен в Шампиньи-сюр-Марн, недалеко от Парижа.
Реабилитирован в России в 1992 году.

## Архив
В Российском государственном архиве литературы и искусства хранится объемный личный фонд С. П. Мельгунова, который насчитывает 1375 единиц хранения и охватывает период с 1901 по 1922 гг. Основу фонда составляют многочисленные переписки (около 900 корреспондентов, в числе которых В. Д. Бонч-Бруевич, М. О. Гершензон, И. И. Горбунов-Посадов, В. О. Ключевский и многие другие). Кроме того, здесь хранятся биографические документы и рукописи историка: статьи, доклады, заметки на литературные и общественные темы.

## Труды
- Дворянин и раб на рубеже XIX в. // Великая реформа. Т. 1. — С. 241—260
- Церковь и государство в России. Выпуск 1
- Церковь и государство в России. Выпуск 2
- Как создавалась в России государственная церковь? — М., 1917. — 14 с.
- Наши монастыри. (К вопросу о секуляризации монастырских земель). — Пг. — М., 1917. — 15 с.
- Последний самодержец. (Черты для характеристики Николая II). — М.: Задруга, 1917. — 16 с.
- Церковь в Новой России. — М, 1917. — 14 с.
- Из истории религиозно-общественных движений в России XIX в. — М.: Задруга, 1919. — 240 с.
- движения XVII—XVIII вв. в России. — М.: Задруга, 1922. — 196 с.
- Н. В. Чайковский в годы гражданской войны: (Материалы для истории русской общественности). — Париж: Родник, 1929. — 320 с.
- Воспоминания и дневники, в. 1—2. — Париж, 1964.
- Воспоминания и дневники. — М.: Индрик, 2003. — 528 с. — ISBN 5-85759-220-8, ISBN 8-85759-220-8 (ошибоч.)
- На путях к дворцовому перевороту. (Заговоры перед рев-цией 1917 г.). — Париж, 1931;
- «Золотой немецкий ключ» к большевистской революции. — Париж, 1940;
- Мартовские дни 1917 года. — Париж, 1961.
- Как большевики захватили власть. Октябрьский переворот 1917 года;
- Легенда о сепаратном мире
- «Красный террор» в России. 1918—1923. — М., 1990.
- Масонство в его прошлом и настоящем: в 2 т. / Под ред. С. П. Мельгунова и Н. П. Сидорова. — Репринтное издание 1914—1915 гг. — СПб.: Альфарет, 2006.
- Судьба Императора Николая II после отречения
- Трагедия адмирала Колчака. В 4-х кн. — Белград: [Рус. тип.], 1930—1931.
- Гражданская война в освещении Милюкова
- Мельгунов С. П. Воспоминания и дневники. — Москва; Берлин: Директ-Медиа, 2021. — 500 с. — ISBN 978-5-4499-2068-3.